# Cove Rangers FC
Cove Rangers Football Club is een Schotse voetbalclub uit Aberdeen. De club werd opgericht in 1922. De thuiswedstrijden worden in het Balmoral Stadium gespeeld, dat plaats biedt aan 2.602 toeschouwers. De club speelde jarenlang in de Highland League. Deze league was tot en met het seizoen 1993/94 het vierde niveau in Schotland en daarna het vijfde niveau. 
In het seizoen 2018/19 slaagde de club er in te promoveren naar de Scottish League Two door de promotie-degradatieserie tegen East Kilbride FC en Berwick Rangers FC winnend af te sluiten. Daar behaalde Cove Rangers meteen het kampioenschap met een straatlengte voorsprong op Edinburgh City en promoveerde zodoende meteen door naar Scottish League One. Daarmee was het nog niet gedaan met de ambitie van de club. In 2022 werd het kampioenschap van de Leage One behaald en volgde promotie naar de Scottish Championship.

## Eindklasseringen
| 8 |

| 10 |

| 2 |

| 6 |

| 3 |

| 4 |

| 2 |

| 4 |

| 2 |

| 2 |

| 7 |

| 4 |

| 7 |

| 8 |

| 1 |

| 6 |

| 4 |

| 10 |

| 6 |

| 8 |

| 6 |

| 1 |

| 1 |

| 2 |

| 3 |

| 2 |

| 1 |

| 7 |

| 3 |

| 1 |

| 2 |

| 1 |

| 1 |

| 1 |

| 3 |

| 1 |

| 10 |

| 5 |

| 2 |

| Niveau 2 | League One | Highland League Niv. 4 League Two | Highland League Niv. 5 |